# Zóna úniku (film)
Zóna úniku (v originále Drop Zone) je americký akční thriller z roku 1994, který režíroval John Badham. Ve filmu hrají Wesley Snipes, Gary Busey, Yancy Butler, Michael Jeter, Sam Hennings, Luca Bercovici a Kyle Secor. Děj sleduje amerického U.S. maršála, který chce rozbít gang pašeráků drog – musí se ale za nimi vydat do vzduchu. Film byl vydán společností Paramount Pictures ve Spojených státech 9. prosince 1994.

## Děj
U. S. maršálové Pete Nessip a jeho bratr Terry doprovázejí na palubě Boeingu 747 Earl Leedyho, kybernetického zločince, který předal podsvětí tajné informace o obchodech s drogami. Během letu je letadlo přepadeno a uneseno komandem útočníků. V následné přestřelce je Terry zraněn a vysát ven z letadla. Útočníci odstřelí dveře letadla a s Leedym vyskočí z letadla na padácích. Pete, který je postaven mimo službu, se pouští do vlastního vyšetřování a nechá se najmout do skupiny parašutistů. Věří, že tam najde ty, kteří zabili jeho bratra, a ukončí jejich řádění.

## Obsazení
- Wesley Snipes jako U.S. maršál Pete Nessip
- Gary Busey jako Ty Moncrief
- Yancy Butler jako Jessie Crossman
- Michael Jeter jako Earl Leedy
- Kyle Secor jako „Swoop“
- Corin Nemec jako Selkirk „Selly“ Power
- Malcolm-Jamal Warner jako U.S .maršál Terry Nessip
- Grace Zabriskie jako Winona Santoro
- Rex Linn jako Robby Walker
- Sam Hennings jako Torski
- Claire Stansfield jako Kara Sellar
- Mickey Jones jako „Deuce“
- Robert LaSardo jako „Deputy Dog“
- Andy Romano jako zástupce ředitele U. S. maršálů Tom McCracken
- Luca Bercovici jako Don Jagger
- Al Israel jako Schuster Stephens